# NWA World Light Heavyweight Championship

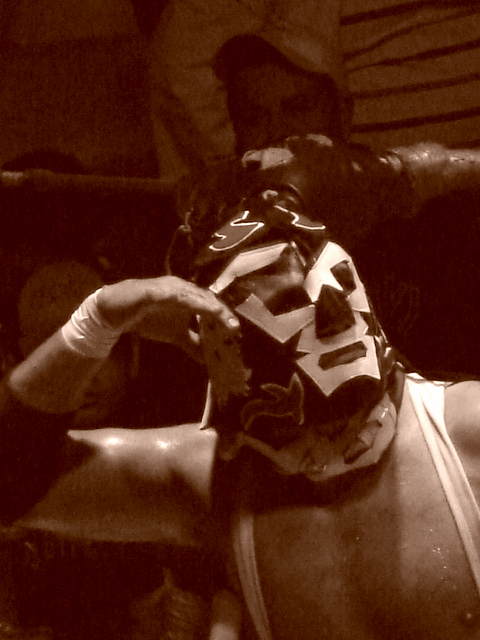
Dr. Wagner, Jr., sexagésimo séptimo campeón.

El Campeonato Mundial de Peso Semicompleto de la NWA (NWA World Light Heavyweight Championship en inglés) es un campeonato de lucha libre profesional de la National Wrestling Alliance. Este campeonato fue defendido en el Consejo Mundial de Lucha Libre hasta el 12 de agosto de 2010, cuando el CMLL creó el Campeonato Mundial Histórico de Peso Semicompleto de la NWA.

## Campeón actual
El actual campeón es Súper Nova, quien se encuentra en su primer reinado como campeón. Súper Nova derrotó a El Hijo de Rey Misterio II y Lizmark, Jr. el 19 de mayo de 2013 en Blackfoot, Idaho, ganando así el campeonato vacante.

## Lista de campeones
| Luchador:                                | Reinado N°: | Derrotó a:                                       | Fecha:                   | Lugar:                           |
| ---------------------------------------- | ----------- | ------------------------------------------------ | ------------------------ | -------------------------------- |
| NWA Light Heavyweight Championship       |             |                                                  |                          |                                  |
| Johnny Balbo                             | 1           | Otorgado por la National Wrestling Alliance.     | 9 de diciembre de 1951   | Des Moines, Iowa                 |
| Carl Engstrom                            | 1           | Johnny Balbo                                     | 8 de julio de 1952       | Chicago, Illinois                |
| Johnny Balbo                             | 2           | Carl Engstrom                                    | 19 de septiembre de 1952 | Chicago, Illinois                |
| NWA World Light Heavyweight Championship |             |                                                  |                          |                                  |
| Gypsy Joe                                | 1           | Johnny Balbo                                     | 6 de noviembre de 1952   | Des Moines, Iowa                 |
| Frank Stojack                            | 1           | Gypsy Joe                                        | 10 de agosto de 1953     | Spokane, Washington              |
| Vacante                                  | N/A         | Stojack fue despojado por no defender el título. | 30 de noviembre de 1957  | Tulsa, Oklahoma                  |
| Al Kashey                                | 1           | Otorgado por la National Wrestling Alliance.     | 30 de noviembre de 1957  | Tulsa, Oklahoma                  |
| Dory Dixon                               | 1           | Al Kashey                                        | 13 de febrero de 1959    | México, Distrito Federal         |
| Ray Mendoza                              | 1           | Dory Dixon                                       | 11 de septiembre de 1959 | Guadalajara, Jalisco             |
| Gory Guerrero                            | 1           | Ray Mendoza                                      | 30 de julio de 1960      | México, Distrito Federal         |
| Ali Bey                                  | 1           | Gory Guerrero                                    | 6 de agosto de 1963      | El Paso, Texas                   |
| Vacante                                  | N/A         | Después de un combate contra Omar Atlas.         | 3 de septiembre de 1963  | El Paso, Texas                   |
| Ali Bey                                  | 2           | Omar Atlas                                       | 10 de septiembre de 1963 | El Paso, Texas                   |
| Gory Guerrero                            | 2           | Ali Bey                                          | 24 de septiembre de 1963 | El Paso, Texas                   |
| Vacante                                  | N/A         | Guerrero abandonó la EMLL.                       | 1 de febrero de 1966     | México, Distrito Federal         |
| Ray Mendoza                              | 2           | Dory Dixon                                       | 4 de agosto de 1967      | México, Distrito Federal         |
| Ángel Blanco                             | 1           | Ray Mendoza                                      | 19 de mayo de 1968       | Torreón, Coahuila                |
| Ray Mendoza                              | 3           | Ángel Blanco                                     | 25 de diciembre de 1968  | México, Distrito Federal         |
| Coloso Colosetti                         | 1           | Ray Mendoza                                      | 19 de diciembre de 1969  | México, Distrito Federal         |
| Ray Mendoza                              | 4           | Coloso Colosetti                                 | 20 de marzo de 1970      | México, Distrito Federal         |
| El Solitario                             | 1           | Ray Mendoza                                      | 27 de noviembre de 1970  | México, Distrito Federal         |
| David Morgan                             | 1           | El Solitario                                     | 17 de marzo de 1972      | México, Distrito Federal         |
| Ray Mendoza                              | 5           | David Morgan                                     | 21 de abril de 1972      | México, Distrito Federal         |
| Alfonso Dantés                           | 1           | Ray Mendoza                                      | 13 de junio de 1972      | Tijuana, Baja California         |
| Kim Sung Ho                              | 1           | Alfonso Dantés                                   | 29 de junio de 1973      | México, Distrito Federal         |
| Ray Mendoza                              | 6           | Kim Sung Ho                                      | 21 de diciembre de 1973  | Los Ángeles, California          |
| Vacante                                  | N/A         | Mendoza abandonó la EMLL para ir a la UWA.       | 2 de julio de 1974       | México, Distrito Federal         |
| Dr. Wagner                               | 1           | El Halcón                                        | 22 de septiembre de 1972 | México, Distrito Federal         |
| Adorable Rubí                            | 1           | Dr. Wagner                                       | 27 de febrero de 1976    | México, Distrito Federal         |
| Carlos Plata                             | 1           | Adorable Rubí                                    | 16 de julio de 1976      | México, Distrito Federal         |
| Alfonso Dantés                           | 2           | Carlos Plata                                     | 24 de octubre de 1976    | Guadalajara, Jalisco             |
| Chavo Guerrero                           | 1           | Alfonso Dantés                                   | 11 de febrero de 1977    | Los Ángeles, California          |
| Roddy Piper                              | 1           | Chavo Guerrero                                   | 13 de abril de 1977      | Los Ángeles, California          |
| Chavo Guerrero                           | 2           | Roddy Piper                                      | 15 de abril de 1977      | Los Ángeles, California          |
| Alfonso Dantés                           | 3           | Chavo Guerrero                                   | 21 de abril de 1977      | México, Distrito Federal         |
| El Faraón                                | 1           | Alfonso Dantés                                   | 2 de junio de 1978       | México, Distrito Federal         |
| Pak Choo                                 | 1           | El Faraón                                        | 8 de diciembre de 1978   | México, Distrito Federal         |
| Alfonso Dantés                           | 4           | Pak Choo                                         | 30 de abril de 1979      | México, Distrito Federal         |
| Raúl Mata                                | 1           | Alfonso Dantés                                   | 20 de enero de 1980      | Guadalajara, Jalisco             |
| Alfonso Dantés                           | 5           | Raúl Mata                                        | 15 de febrero de 1980    | México, Distrito Federal         |
| Tony Salazar                             | 1           | Alfonso Dantés                                   | 3 de abril de 1981       | México, Distrito Federal         |
| David Morgan                             | 2           | Tony Salazar                                     | 21 de marzo de 1982      | México, Distrito Federal         |
| Máscara Año 2000                         | 1           | David Morgan                                     | 2 de abril de 1982       | México, Distrito Federal         |
| El Faraón                                | 2           | Máscara Año 2000                                 | 16 de noviembre de 1982  | México, Distrito Federal         |
| Ringo Mendoza                            | 1           | El Faraón                                        | 15 de enero de 1983      | Guadalajara, Jalisco             |
| El Satánico                              | 1           | Ringo Mendoza                                    | 28 de julio de 1983      | México, Distrito Federal         |
| Ringo Mendoza                            | 2           | El Satánico                                      | 23 de octubre de 1983    | Guadalajara, Jalisco             |
| MS-1                                     | 1           | Ringo Mendoza                                    | 13 de febrero de 1985    | Acapulco, Guerrero               |
| El Rayo de Jalisco, Jr.                  | 1           | MS-1                                             | 21 de junio de 1985      | México, Distrito Federal         |
| MS-1                                     | 2           | El Rayo de Jalisco, Jr.                          | 20 de marzo de 1987      | México, Distrito Federal         |
| Cien Caras                               | 1           | MS-1                                             | 24 de junio de 1987      | Nezahualcóyotl, Estado de México |
| Lizmark                                  | 1           | Cien Caras                                       | 30 de marzo de 1988      | México, Distrito Federal         |
| Fabuloso Blondy                          | 1           | Lizmark                                          | 24 de junio de 1988      | México, Distrito Federal         |
| Lizmark                                  | 2           | Fabuloso Blondy                                  | 9 de diciembre de 1988   | México, Distrito Federal         |
| El Satánico                              | 2           | Lizmark                                          | 21 de julio de 1989      | México, Distrito Federal         |
| Pirata Morgan                            | 1           | El Satánico                                      | 21 de octubre de 1989    | Cuernavaca, Morelos              |
| Fabuloso Blondy                          | 2           | Pirata Morgan                                    | 8 de diciembre de 1989   | México, Distrito Federal         |
| Lizmark                                  | 3           | Fabuloso Blondy                                  | 21 de marzo de 1990      | Acapulco, Guerrero               |
| El Satánico                              | 3           | Lizmark                                          | 27 de noviembre de 1990  | León, Guanajuato                 |
| Lizmark                                  | 4           | El Satánico                                      | 1 de mayo de 1991        | Acapulco, Guerrero               |
| El Satánico                              | 4           | Lizmark                                          | 5 de abril de 1992       | México, Distrito Federal         |
| Apolo Dantés                             | 1           | El Satánico                                      | 25 de julio de 1992      | Puebla, Puebla                   |
| Jaque Mate                               | 1           | Apolo Dantés                                     | 25 de marzo de 1993      | Cuernavaca, Morelos              |
| El Dandy                                 | 1           | Jaque Mate                                       | 4 de diciembre de 1994   | México, Distrito Federal         |
| Black Warrior                            | 1           | El Dandy                                         | 15 de octubre de 1996    | México, Distrito Federal         |
| Shocker                                  | 1           | Black Warrior                                    | 4 de mayo de 1997        | México, Distrito Federal         |
| Black Warrior                            | 2           | Shocker                                          | 10 de marzo de 1998      | México, Distrito Federal         |
| Tarzan Boy                               | 1           | Black Warrior                                    | 6 de marzo de 2000       | Puebla, Puebla                   |
| Vampiro Canadiense                       | 1           | Tarzan Boy                                       | 9 de febrero de 2003     | México, Distrito Federal         |
| Shocker                                  | 2           | Vampiro Canadiense                               | 3 de mayo de 2004        | Puebla, Puebla                   |
| Vacante                                  | N/A         | Shocker se fue a la AAA.                         | 17 de abril de 2005      | México, Distrito Federal         |
| Dr. Wagner, Jr.                          | 1           | Último Guerrero                                  | 17 de abril de 2005      | México, Distrito Federal         |
| Atlantis                                 | 1           | Dr. Wagner, Jr.                                  | 22 de julio de 2005      | México, Distrito Federal         |
| El Texano, Jr.                           | 1           | Atlantis                                         | 5 de abril de 2009       | Guadalajara, Jalisco             |
| Vacante                                  | N/A         | NWA dejó de reconocer oficialmente este título.  | 12 de agosto de 2010     | México, Distrito Federal         |
| Súper Nova                               | 1           | El Hijo de Rey Misterio II & Lizmark, Jr.        | 19 de mayo de 2013       | Blackfoot, Idaho                 |

## Mayor cantidad de reinados
- 6 veces: Ray Mendoza.
- 5 veces: Alfonso Dantés.
- 4 veces: El Satánico y Lizmark.
- 2 veces: Ali Bey, Black Warrior, Chavo Guerrero, David Morgan, El Faraón, Fabuloso Blondy, Gory Guerrero, Johnny Balbo, MS-1, Ringo Mendoza y Shocker.

## Datos interesantes
- Reinado más largo: Frank Stojack, 1573 días.
- Reinado más corto: Roddy Piper, 2 días.
- Campeón más viejo: Frank Stojack, 41 años y 182 días.
- Campeón más joven: Gypsy Joe, 18 años y 341 días.
- Campeón más pesado: Vampiro Canadiense, 120 kg (264 lb).
- Campeón más liviano: Súper Nova, 77 kg (169 lb).